# ベリカ
株式会社ベリカ（英: Verica）は、プラットフォーム事業、アプリ開発事業などを業務とする、日本の企業。

## 概要
2014年11月、ゲームプロデューサーで実業家の金杉肇が設立。設立直後、元ピムコジャパンリミテッド日本代表で、フォーブスジャパン発行人兼編集長を務める高野真が経営参画する。
2015年10月、電子名刺アプリ「VeRICA」をApp Storeにてリリース。『紙の名刺にさようなら 電子名刺ベリカで 新しいつながりの世界へ』のキャッチコピーで、主にパーティーピープル向けの連絡先交換ツールを提案する。（2016年11月頃よりApp Storeでのリリースが確認できなくなっている）
その後、役員構成が変遷し、金杉肇のみとなっている。